# میرنوهراد
میرنوهراد (به اوکراینی: Мирноград) شهری در استان دونتسک در کشور اوکراین است. جمعیت این شهر ۴۶,۹۰۴ نفر (۲۰۲۱ تخمینی)است. نام قدیمی: دیمیتروف (به اوکراینی: Димитров).